# Zihni Gjinali
Zihni Gjinali est un footballeur albanais, né le 5 mai 1926 et mort le 19 juillet 2005.
Il est connu pour avoir terminé meilleur buteur du championnat d'Albanie lors des saisons 1948 et 1949, avec respectivement 11 et 14 buts inscrits.